# 에밀 배레
에밀 에른스트 배레(핀란드어: Emil Ernst Väre, 1885년 9월 28일 ~ 1974년 1월 31일)는 핀란드의 레슬링 선수로 1912년과 1920년 하계 올림픽 라이트급 부문에서 금메달을 획득했다.
배레는 1911년 세계 레슬링 선수권 대회에서 우승했다. 그는 레슬링 심판과 코치가 되기 위해 1920년 올림픽 이후 은퇴했다.

## 참조
1. ↑  “에밀 배레의 올림픽 성적”. 《sports-reference.com》. 2012년 11월 12일에 원본 문서에서 보존된 문서. 2013년 5월 18일에 확인함.